# Pascal Bettex
Pour les articles homonymes, voir Bettex.
Pascal Bettex est un sculpteur suisse, né en 1953 à Bâle, spécialisé dans l'art cinétique.

## Biographie
À Bâle, Pascal Bettex découvre, à l’âge de 10 ans, une exposition de Jean Tinguely. Par-delà cette première fascination, il acquiert auprès de son grand-père et son père la maîtrise manuelle et l’habileté créative. C’est ainsi qu’à 16 ans, il confectionne un premier mobile.
Grand admirateur de l'ingéniosité des techniques du début du XXe siècle, il redonne vie à des mécaniques anciennes. Depuis 1997, il se dédie à l’art cinétique et se spécialise dans la création d’« élucubrations mobiles », dont la base consiste en une machine ou en un objet ancien.
Ses créations s'exportent chez des collectionneurs en Europe, aux USA, en Lettonie et en Chine. En 2013, Bettex réalise « Allô Claude », installation occupant une vieille cabine téléphonique. L’œuvre en hommage à Claude Nobs, fondateur du Montreux Jazz Festival, reçoit le Prix du public à la Biennale de sculpture de Montreux. Depuis lors, elle tient compagnie à la statue de Freddie Mercury, au bord du Léman.

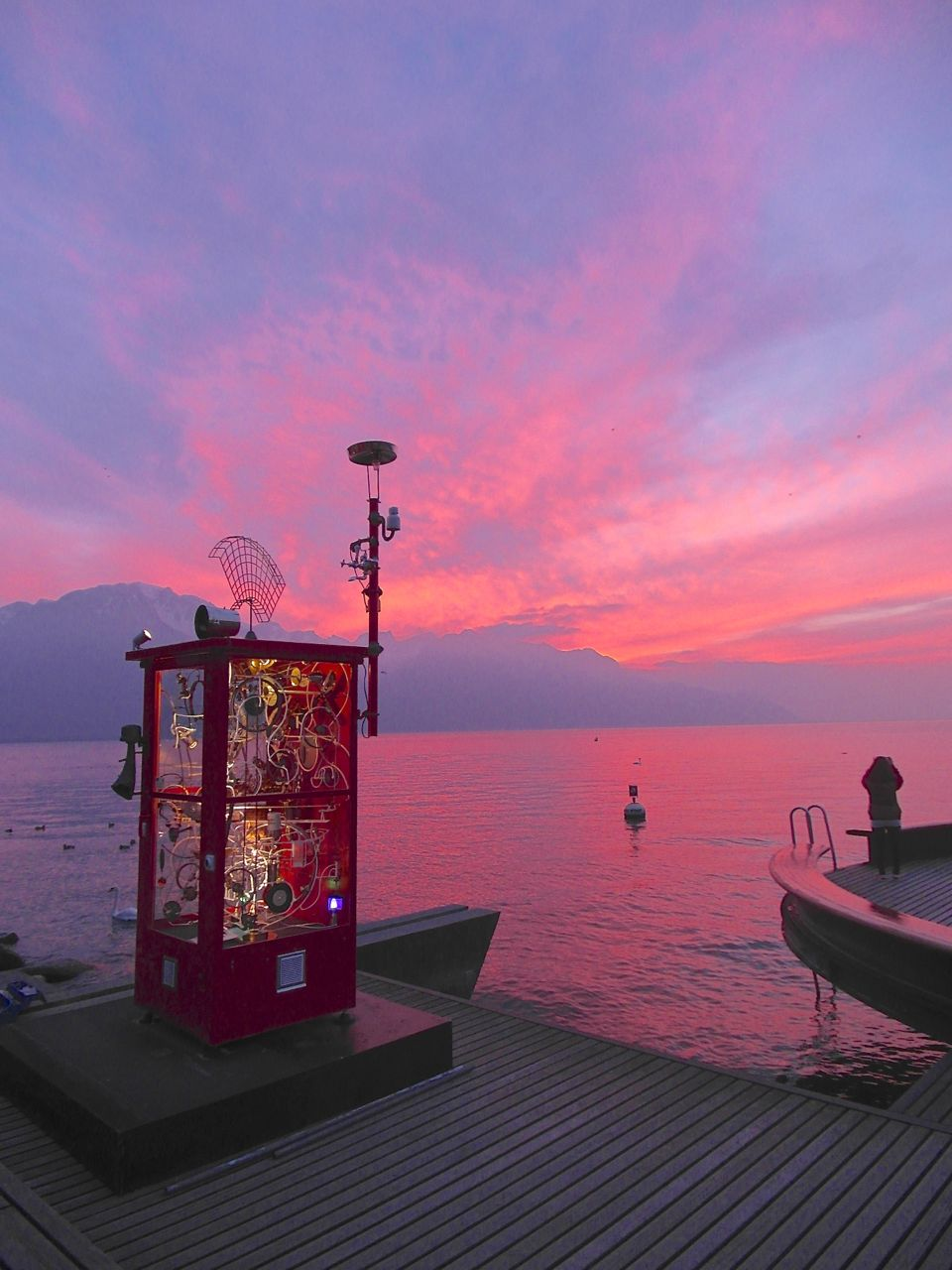
Allô Claude, cabine téléphonique installée sur les quais de Montreux, en Suisse. Installation cinétique en hommage à Claude Nobs.
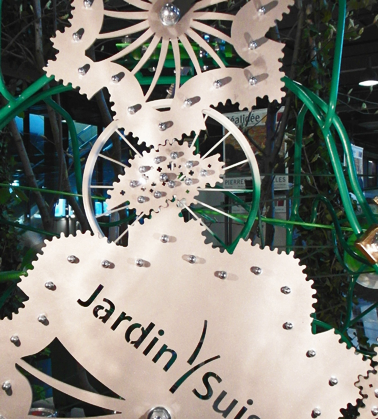
Un des « engrenages impossibles » de Bettex.

En 2016 : Pascal Bettex crée le MobiLions : sculpture cinétique conçue dans un conteneur vitré. L’œuvre possède un monnayeur permettant au Lions Club région 12 de récolter des fonds au profit d’associations caritatives. À ce jour, plusieurs villes de Suisse ont déjà accueilli le MobiLions. Particularité, Internet permet d’enclencher ce mobile et de l’observer fonctionner à distance.
Bettex devient le premier artiste cinétique à développer des engrenages non circulaires. Ainsi, depuis 2016, des carrés font tourner des trèfles, des ovales s’enchevêtrent et s’actionnent. Des engrenages reproduisant les contours de la Suisse, de la France ou représentant des logos entraînent de plus grands engrenages aux formes tout aussi étonnantes et sans limite.

### Expositions
Pascal Bettex est un des artistes résidents du Mechanical Art & Design Museum (Mad Museum) de Stratford-upon-Avon (Royaume-Uni). Il est d'ailleurs le premier artiste à y avoir installé une œuvre, intitulée "Le Méchanisme De L’Argent", lors de l'ouverture du musée en 2012 . Trois de ses pièces y demeurent en permanence.
Pascal Bettex a exposé en particulier à la Kinetica Art Fair en 2012 à Londres.
À l'occasion des 25 ans de la mort de Jean Tinguely en 2016, Montreux Art Galery lui confie la mise sur pied d’une exposition d’art cinétique au Centre de Congrès de Montreux. Pascal Bettex réunit ainsi 17 artistes du mouvement, dont lui, sur 1 000 m2, créant la plus grande exposition du genre en Europe, intitulée « Hommage à Jean Tinguely ».

### Œuvre majeure

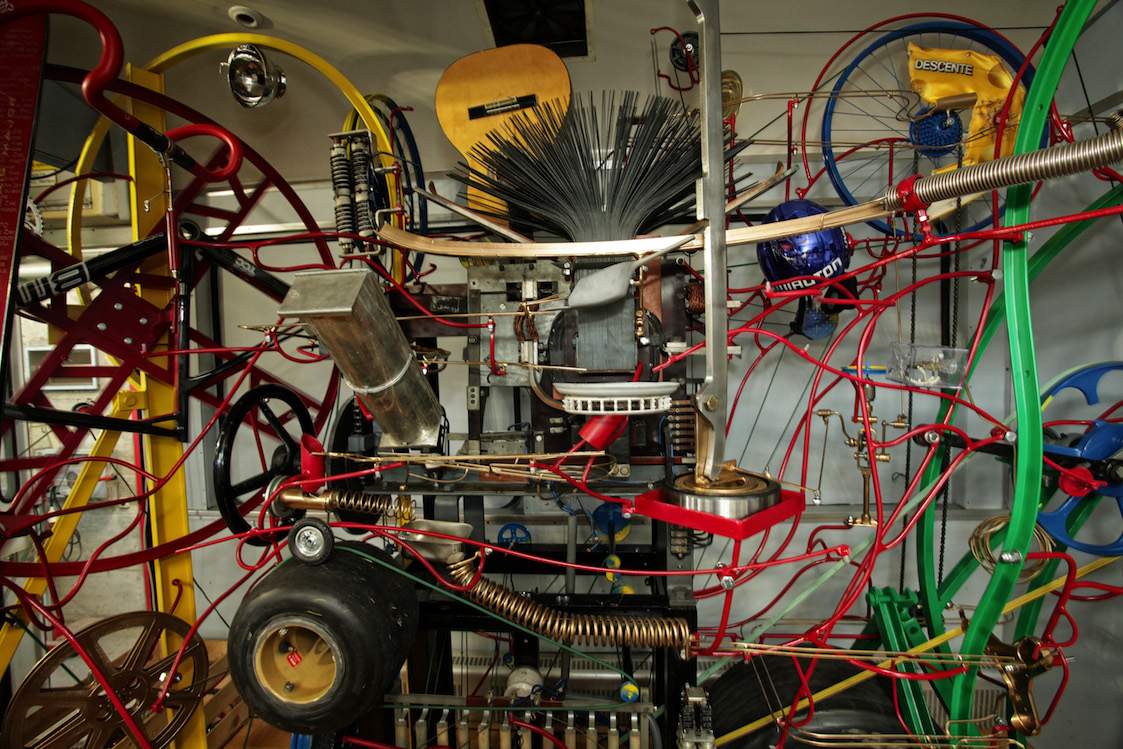
Le module sport et célébrités du Chablais Scope, mobile cinétique.

En 2014, les Transports publics du Chablais mandatent Bettex pour illustrer les caractéristiques principales de la région du Chablais. Il crée alors son œuvre la plus imposante, de 39 mètres de long : le Chablais Scope. Le mobile, composé de six modules, occupe une ancienne rame de chemin de fer, vidée de son contenu usuel pour l'occasion>. Le Chablais Scope est inauguré en octobre à la Foire du Valais, à Martigny, où il figure parmi les hôtes d'honneur.

## Œuvres marquantes
Outre des créations libres, Pascal Bettex a réalisé, sur demande, de nombreuses pièces pour des privés, des entreprises, des institutions et des collectivités publiques. On trouve ainsi ses œuvres dans plusieurs pays.
- 2004 : "Les machines extraordinaires de l’Atelier du Père Noël", six machines inédites (occupant 300 m2 dont la plus grande pièce mesurait 15 mètres), pour le Marché de Noël de Montreux
- 2008 : "La Wassmer veilleuse", réalisée avec des éléments de machines à coudre et d’objets insolites du Musée suisse de la machine à coudre et des objets insolites [11]
- 2009 : "Le Soleil du terroir vaudois", commandé par "Vaud Terroirs" (anciennement "Art de vivre, pays de Vaud, pays de terroirs") pour représenter le canton de Vaud à la Foire "Semaine verte" de Berlin
- 2010 : La Poya cinétique, sur mandat du Restoroute de la Gruyère
- 2011 : La poya du jumelage, offerte par la Commune de Corminboeuf (Suisse) à sa ville jumelle Fussy (France)
- 2012 : Le Mechanisms De l'Argent, exposée au Mechanical Art & Design Museum (MAD Museum) de Stratford-upon-Avon (Royaume-Uni)[5]
- 2013 : Allo Claude (en hommage à Claude Nobs), présentée à la Biennale de Montreux (Prix du Public)
- 2014 : 
  - Clé de Sol, sculpture offerte par la Commune de Montreux à sa ville jumelle Xicheng en Chine
  - Le Chablais Scope, monté dans deux wagons, sur commande des Transports publics du Chablais, pour présenter toutes les facettes du Chablais [9]
- 2015 : 
  - N'ART6, ancienne batteuse en bois revisitée et agrémentée de 6000 fleurs, dans le cadre de la Fête des Narcisses 2015, à Montreux
  - ImaGine, réalisée pour fêter les 140 ans de l'entreprise industrielle suisse Ginox et exposée dans ses nouveaux locaux de Chailly/Montreux
- 2016 : 
  - Jardin suisse : pour la promotion d’une association de paysagistes
  - MAD gears : engrenages non circulaires, exposée au MAD Museum de Stratford-upon-Avon, en Angleterre
- 2017 : 
  - Swiss Knowhow : commandée par l’entreprise Bosch-Scintilla à St. Niklaus pour le 100e anniversaire de sa fondation
  - La Diablobine, dans une télécabine offerte à la commune d’Ormonts-dessus par l’association Ecovillages[12]
  - Inusable champion ; l'œuvre incorpore des objets viticoles du vigneron Serge Diserens (Villeneuve) ayant remporté le concours mondial du Syrah en 2012
- 2018 : Le Phare de l'espoir, sculpture monumentale pour célébrer les 20 ans de la Clinique romande de réadaptation à Sion[13]
- 2019 : Hydrôlatique : sculpture cinétique pour le Musée de Montreux, sur le thème de l'eau[14]
- 2020 : MAD gears 2 : sculpture cinétique installée dans une cabine téléphonique à Stratford-upon-Avon, en hommage à William Shakespeare
- 2021 : 
  - Sacrée vache : commande de la ville du Grand-Bornand (France) pour son nouvel espace "La Source" (activités pédagogiques et créatives : ateliers, expositions, spectacles)
  - Fan de Phanee, sculpture cinétique en hommage à la chanteuse suisse Phanee de Pool, inaugurée lors de son spectacle télévisé du 6 novembre
- 2022 :
  - 5 août : émission Bon débarras sur la RTS 1 : réalisation, pour relever le défi posé par Lorenzo Schürch, d'une œuvre à base de matériel de récupération venant de la déchetterie d'Attalens[15].
  - septembre : création d'une sculpture cinétique de 6,5 mètres de long, mettant en mouvement 12 plaques en aluminium ayant servi lors de l'observation de l'espace par un télescope à l'observatoire d'Apache Point aux États-Unis, pour l'exposition Cosmos Archaeology à l'EPFL Pavilions de l'École polytechnique fédérale de Lausanne[16].
  - novembre : "Inoxinétique", première fontaine cinétique pour un collectionneur privé à Cannes.
- 2023, février : réalisation de quatre sculptures cinétiques pour le musée d'une manufacture d'horlogerie à la Vallée de Joux, chaque module de 2 mètres présentant une étape de la conception et fabrication d'une montre d'exception[17].
- 2024, mai: installation de la  "Star mapping sculpture" au Shanghai Astronomy Museum dans le cadre de l'exposition Cosmos archaeology que l'EPFL Pavilions fait tourner en Chine.
- 2025, juillet installation de la sculpture cinétique "Star mapping 2" au Musée national de Chine à Pékin (Beijing) pour une exposition temporaire sur l'archéologie du cosmos

## Distinctions
- 2007 : 1re mention de la ville d'Ornans (France)
- 2013 : Prix du Public de la Biennale de sculpture de Montreux[18]